# Нови Зеланд на Зимским олимпијским играма 2018.
Нови Зеланд је учествовао на Зимским олимпијским играма 2018. које се одржавају у Пјонгчанг у Јужној Кореји од 9. до 25. фебруара 2018. године. Олимпијски комитет Шпаније послао је 21 квалификованог спортисту у пет спортова.
Нови Зеланд освојио је своје прве медаље на ЗОИ од 1992. Ово су такође прве медаље за Нови Зеланду у сноубордингу и слободном скијању на ЗОИ.

## Освајачи медаља

### Бронза
- Зои Садовски-Синот — Сноубординг, биг ер
- Нико Портеус — Слободни скијање, халфпајп

## Учесници по спортовима
| Спорт            | Мушкарци | Жене | Укупно |
| ---------------- | -------- | ---- | ------ |
| Алпско скијање   | 2        | 1    | 3      |
| Брзо клизање     | 3        | 0    | 3      |
| Скелетон         | 1        | 0    | 1      |
| Слободни скијање | 7        | 2    | 9      |
| Сноубординг      | 4        | 1    | 5      |
| 5 спортова       | 17       | 4    | 21     |